# Droits de l'homme à Bahreïn
 (février 2024).
Le contenu est difficilement compréhensible vu les erreurs de traduction, qui sont peut-être dues à l'utilisation d'un logiciel de traduction automatique.
 (février 2024).
L'article doit être relu — et modifié si nécessaire — par des contributeurs indépendants pour apporter un regard critique aux contributions effectuées en violation des conditions d'utilisation de Wikipédia, tant sur la forme (notamment concernant le style encyclopédique, la proportionnalité) que sur le fond (la neutralité de point de vue, la qualité et l'indépendance des sources).

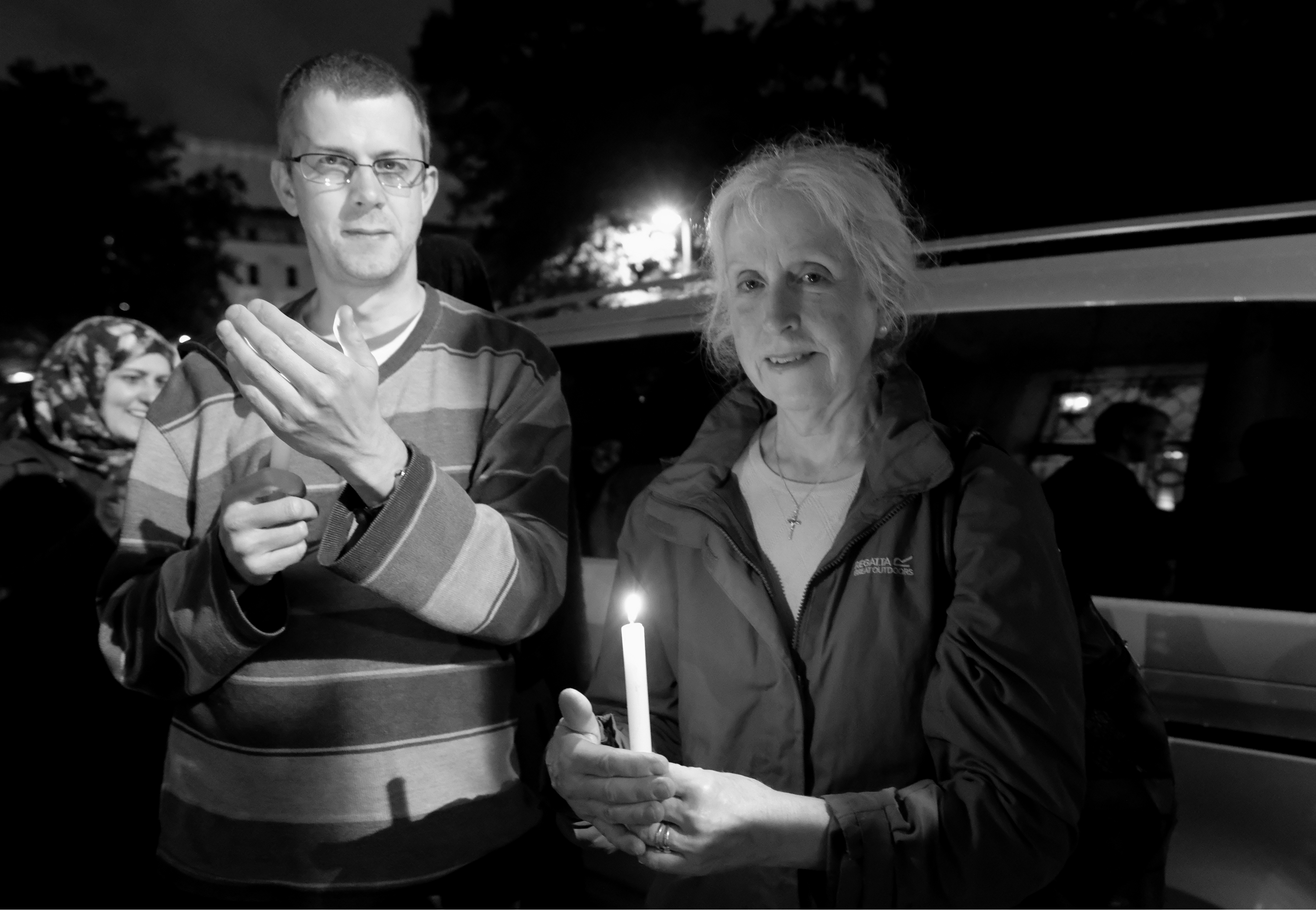
Deux activistes pour les droits de l'Homme tenant des bougies allumées devant l'ambassade de Bahreïn à Londres, lors du 37e jour de séquestration du militant pro-démocratique bahreïnien Ali Mushaima

Human Rights Watch a appelé le dossier de Bahreïn sur les droits de l'homme « lamentable » et a noté qu'il « s'est détérioré substantiellement dans la seconde moitié de 2010 ». 
Dans leur rapport de suivi de 2020, ils ont constaté qu'il n'y avait aucune amélioration dans la condition des droits de l'homme du pays.
La population musulmane chiite originale de Bahreïn a été marginalisée par le gouvernement. Bahreïn a une forte incidence de torture et de disparitions forcées. Des allégations supplémentaires en matière de droits de l'homme résultent de la répression du printemps arabe en 2011, qui comprenait la démolition de nombreuses mosquées chiites de longue date.

## Histoire
Amnesty International a visité le pays fin octobre 2010 et entrepris des recherches sur place dans le but de « mettre à jour les informations dont elle dispose sur la situation des droits humains dans ce pays, mener des entretiens avec des responsables du gouvernement, rencontrer des militants de la société civile et enquêter sur les récentes atteintes aux droits humains ». La délégation a rencontré des représentants du gouvernement ainsi que des détenus, leurs familles et leurs avocats. Après des troubles en partie violents, en août et septembre 2010, des centaines de personnes ont été emprisonnées. Parmi ces individus, 23 partisans de l’opposition politique ont été retenus dans une prison secrète et affirment avoir été torturés. Bien que les prisonniers aient déposé plainte pour torture devant la justice, les autorités n’ont mené aucune enquête sur ces allégations. Les informations à ce sujet ont été restreintes, l’accès aux prévenus ainsi qu’à leurs avocats a été rendu difficile. Les sites web, les lettres d'infos et autres médias d’opposition ont été interdits. Le droit de réunion a été limité et les organisations des droits de l’homme ont été muselées. Amnesty International exige du gouvernement de Bahreïn de mettre un terme immédiat à la torture et de ne faire recours en aucun cas à la force et à la violence à l’encontre des protestations pacifiques.
En 2011, Hassan Mushaima, chef de l'opposition politique bahreïnienne, a été emprisonné. Le 3 mai 2021, son fils, Ali Mushaima, exige que le gouvernement britannique reconsidère ses relations avec le régime d'Al-Khalifa et aide à assurer la libération de son père.
En 2014, les députés ont condamné toutes les violations des droits de l'homme et ont appelé à la libération immédiate et inconditionnelle de tous les prisonniers de conscience, des militants politiques, des journalistes, des défenseurs des droits de l'homme et des manifestants pacifiques. Le Parlement avait exprimé sa profonde préoccupation au traitement donné par les autorités bahreïniennes à Nabil Rajab et à d'autres défenseurs des droits de l'homme.
Selon de nouvelles données, 607 enfants ont été soumis à diverses formes d'abus physique tout en détention[pas clair] dans des prisons de Bahreïni au cours des dix dernières années. Pendant les interrogatoires, ils ont été intimidés et torturés physiquement. Après avoir initialement nié tout acte répréhensible, un certain nombre de déclarations fabriquées par des mineurs ont été modifiées pour accepter les accusations nivelées contre eux, des revendications corroborantes d'être torturées verbalement et physiquement par des fonctionnaires afin de contraindre les aveux par la force. En outre, entre 2011 et 2021, au moins 193 enfants ont été condamnés à une prison. Certaines personnes ont reçu des peines de vie. Bahreïn, un pays principalement chiite dirigé par une monarchie sunnite, est bien connu pour les violations des droits de l'homme. Depuis 2011, le petit archipel du golfe a craqué la dissidence lorsqu'il déposait des manifestations avec le soutien de l'Arabie saoudite.
Selon un rapport d'enquête d'Amnesty International de 2021, un religieux chiite Cheikh Zuhair Jasim Abbas a été arrêté et s'est vu refuser tout contact avec sa famille depuis fin août 2020. En outre, il a souffert de torture et d'autres mauvais traitements au cours des cinq derniers mois. Il n'a reçu de l'eau que deux fois par jour et battu avec des tuyaux.
Cent soixante-six détenus ont été libérés de la prison de Jau à Bahreïn en avril 2021, à la suite de la découverte de cas de Covid-19. Les détenus seront surveillés électroniquement pendant leur peine. Des ONG ont découvert que la prison était surpeuplée, comptant 1 200 détenus pour une capacité de 400,.
En mai 2021, The Independent révèle que Priti Patel, femme politique britannique, a rencontré un officiel de Bahreïn accusé de récentes « tortures » de prisonniers politiques, ce qui étoffe les soupçons de blanchiment des crimes du pays. Elle posséderait également un fond dans le lobbying[Quoi ?] et elle aurait bénéficié d'un voyage offert à Bahreïn en 2011. Des députés britanniques demandent une suspension du financement de l'État du Golfe en réponse à la violence qui y est exercée, décrite comme une « violation du droit international » par le haut-commissaire des Nations unies pour les droits de l'homme.
Le 13 septembre 2020, Kameel Juma Hasan a été condamné à cinq ans de prison dans un procès de 39 accusés, qui, tous citoyens chiites, reflétaient une discrimination dans le système de justice pénale du gouvernement sunnite. En janvier 2020, Amnesty International avait reçu des informations crédibles dans lesquelles Kameel avait été contraint de signer des «aveux» préparés par les interrogateurs après avoir été battu et contraint de se tenir debout pendant longtemps. Récemment, il a occupé le centre de réforme et de réadaptation pour mineurs de Dry Dock. Il a été accusé de plus de 20 poursuites distinctes fondées sur des manifestations contre la monarchie bahreïnite. Il semblait avoir été pris pour cible parce que sa mère Najah Ahmed Yusuf, qui a été arbitrairement détenue de 2017 à 2019, a parlé de ses abus dans le centre de détention,.
Le 20 octobre 2021, le Comité des finances du Sénat américain publie un projet de loi qui confronte explicitement les violations continues des droits de l'homme de Bahreïn. Le Comité est préoccupé par des rapports d'arrestations arbitraires généralisées, de torture, d'abus de processus régulatistes[Quoi ?] et de procès inéquitables à Bahreïn et estime que la suppression de l'opposition pacifique et de la liberté d'expression pourrait compromettre la stabilité de l'État. En outre, le projet de loi a exigé la libération inconditionnelle de « personnes emprisonnées à Bahreïn et ailleurs pour une expression pacifique, une association et une assemblée, y compris des membres de partis d'opposition, des militants de la société civile et des journalistes indépendants ».
Le 25 mars 2021, Lewis Hamilton a attiré l’attention sur le problème des droits de l'homme à Bahreïn : cet État détourne l’attention de ce problème grâce (entre autres) à des événements sportifs de ce genre,.
Le 30 juillet 2021, seize organisations internationales de défense des droits de l'homme, incluant Amnesty International et l'Institut des droits et de la démocratie bahreïnienne (BIRD) ont appelé Bahreïn à la libération immédiate d'Abdeljalil Al-Singace, qui est en détention depuis dix ans et le 8 juillet 2021, il a poursuivi la grève de la faim. En outre, il souffrait de maladies chroniques et a été soumis à une «négligence médicale prolongée». Il a été arrêté conspirer contre le régime après avoir participé à des manifestations antigouvernementales en 2011,.
Le 4 août 2021, Justine Benin, député de la Guadeloupe, a interrogé le ministre de l'Europe et des Affaires étrangères, Jean-Yves Le Drian, sur son engagement à assurer le respect de la dignité humaine et de la liberté politique à Bahreïn. Elle a attiré l'attention sur le manque croissant de respect des droits de l'homme à Bahreïn. En outre, plusieurs parlementaires européens ont exprimé leur profonde préoccupation concernant la situation à Bahreïn et ont appelé au gouvernement à protéger les droits humains de ses citoyens.
En octobre 2021, un projet de loi publié par le comité des crédits du Sénat américain, qui a abordé les violations des droits de l'homme en cours à Bahreïn. Le Comité était préoccupé par l'utilisation généralisée de la détention arbitraire, de la torture, des violations de la procédure régulière et des procès inéquitables à Bahreïn. Ils ont également appelé à la libération immédiate et inconditionnelle d'individus emprisonnés pour une expression pacifique, y compris des membres des partis d'opposition, des militants de la société civile et des journalistes indépendants.
Selon le Gulf Center for Human Rights, Bahreïn est l'un des pays les plus dangereux pour les journalistes et les photographes, qui y sont constamment harcelés. En 2022, au moins 11 journalistes sont détenus par les autorités bahreïniennes. Les agressions sexuelles et les mauvais traitements sont fréquemment signalés par des journalistes et des blogueurs. Ainsi du journaliste Mahmoud al-Jaziri, toujours détenu, qui était l'éditeur en chef d'Al-Wasat, le seul journal indépendant du pays, maintenant fermé. En dehors de Bahreïn, l'Arabie saoudite, l'Irak, la Syrie, le Yémen, la Libye et l'Iran font partie des pays où les journalistes sont les plus menacés.
Yusuf al-Jamri, un militant bahreïni et blogueur éminent, a engagé une action en justice en décembre 2022 contre le groupe NSO pour des allégations selon lesquelles son téléphone a été piraté avec Pegasus. Il a été convoqué, détenu et torturé trois fois par la Bahreni National Security Agency en août 2017. Ensuite, il a obtenu l'asile politique par le Bureau de l'Intérieur en mars 2018. En août 2019, son ordiphone a été infecté par les logiciels espions de Pegasus.

## Torture
Human Rights Watch a affirmé que « la torture est une composante commune du processus juridique à Bahreïn », malgré les affirmations répétées du gouvernement d'amélioration au cours d'un certain nombre d'années.
Human Rights Watch a rapporté en 2011 qu'entre 2007 et 2009, les autorités bahreïniennes ont souvent utilisé la torture et d'autres traitements cruels lorsqu'ils remettent en question les suspects de sécurité.
En 2011, Human Rights Watch a affirmé qu'il avait découvert la preuve de meilleures garanties de travailleurs migrants. 
À Bahreïn, le nombre de personnes condamnées à mort a grimpé de plus de 600 % au cours des 10 années précédentes, selon un rapport publié par Reprieve et Bird. Le rapport a également décrit l'utilisation de la torture par Bahreïn comme « endémique », citant des cas de coups, tentative de viol, chocs électriques et confessions forcées.

## Liberté d'expression
Trois membres de la Société culturelle locale chiite, Jalal al-Qassab, Redha Rajab et Mohammed Rajab, ont été condamnés à un an de prison pour violation en ligne des fondements de l'islam en mars 2023.